# Албрехт (Хенеберг)
Албрехт фон Хенеберг (на немски: Albrecht von Henneberg; * 1495/1499; † 5 юни 1549 в дворец Шварца в Тюрингия) от линията Ашах-Рьомхилд на Дом Хенеберг е граф на Хенеберг в Тюрингия (1535 – 1549) и господар на Халенберг, Шварца, Кундорф, Хенеберг, Залцунген-Мунерщат.

## Биография
Той е четвъртият син на граф Херман VIII фон Хенеберг-Рьомхилд (1470 – 1535) и съпругата му принцеса Елизабет фон Бранденбург (1474 – 1507), дъщеря на курфюрст Алберт III Ахилес фон Бранденбург и втората му съпруга Анна Саксонска.
Брат е на Георг III (1492 – 1536), граф на Хенеберг, Бертхолд XVI (1497 – 1549), граф на Хенеберг-Рьомхилд (1535 – 1548), Фридрих III († 1501) и на Ото V († 1547), домхер в Страсбург.
Албрехт фон Хенеберг се жени през юни 1537 г. в Аша, Бавария, за графиня Катарина фон Щолберг (* 6 ноември 1511, Щолберг; † 18 юни 1577, Шварца), наследничка на Шварца, дъщеря на граф Бодо VIII фон Щолберг (1467 – 1538) и на Анна фон Епщайн-Кьонигщайн (1481 – 1538). Бракът е бездетен.
През 1535 – 1538 г. Албрехт фон Хенеберг строи резиденцията си дворец Шварца върху остатъците на средновековния воден замък в Тюрингер Валд. Той умира на 5 юни 1549 г. в дворец Шварца и е погребан в градската църква на Рьомхилд. Линията Хенеберг-Шварца изчезва. Чрез завещание Шварца отива през 1549 г. на графовете на Щолберг и замъкът е тяхна резиденция до 1748 г.